# Album al numero uno della classifica FIMI nel 2016
La presente lista elenca gli album che hanno raggiunto la prima posizione nella classifica settimanale italiana Album, stilata durante il 2016 dalla Federazione Industria Musicale Italiana, in collaborazione con la GfK Retail and Technology Italia.
| Settimana    | Settimana    | Album                             | Artista                           | Settimane consecutive | Settimane totali | Fonte  |
| Inizio       | Fine         | Album                             | Artista                           | Settimane consecutive | Settimane totali | Fonte  |
| ------------ | ------------ | --------------------------------- | --------------------------------- | --------------------- | ---------------- | ------ |
| 1 gennaio    | 7 gennaio    | 25                                | Adele                             | 4                     | 5                | [ 1 ]  |
| 8 gennaio    | 14 gennaio   | Blackstar                         | David Bowie                       | 1                     | 1                | [ 2 ]  |
| 15 gennaio   | 21 gennaio   | Vivere a colori                   | Alessandra Amoroso                | 1                     | 2                | [ 3 ]  |
| 22 gennaio   | 28 gennaio   | Nonostante tutto                  | Gemitaiz                          | 1                     | 1                | [ 4 ]  |
| 29 gennaio   | 4 febbraio   | Vivere a colori                   | Alessandra Amoroso                | 1                     | 2                | [ 5 ]  |
| 5 febbraio   | 11 febbraio  | Hellvisback                       | Salmo                             | 2                     | 2                | [ 6 ]  |
| 12 febbraio  | 18 febbraio  | Hellvisback                       | Salmo                             | 2                     | 2                | [ 7 ]  |
| 19 febbraio  | 25 febbraio  | Capitani coraggiosi - Il live     | Claudio Baglioni e Gianni Morandi | 1                     | 2                | [ 8 ]  |
| 26 febbraio  | 3 marzo      | Acrobati                          | Daniele Silvestri                 | 1                     | 1                | [ 9 ]  |
| 4 marzo      | 10 marzo     | Capitani coraggiosi - Il live     | Claudio Baglioni e Gianni Morandi | 1                     | 2                | [ 10 ] |
| 11 marzo     | 17 marzo     | Zero Gravity                      | Lorenzo Fragola                   | 1                     | 1                | [ 11 ] |
| 18 marzo     | 24 marzo     | Tutto in una notte - Live Kom 015 | Vasco Rossi                       | 1                     | 1                | [ 12 ] |
| 25 marzo     | 31 marzo     | On                                | Elisa                             | 2                     | 2                | [ 13 ] |
| 1º aprile    | 7 aprile     | On                                | Elisa                             | 2                     | 2                | [ 14 ] |
| 8 aprile     | 14 aprile    | Alt                               | Renato Zero                       | 1                     | 1                | [ 15 ] |
| 15 aprile    | 21 aprile    | Scriverò il tuo nome              | Francesco Renga                   | 1                     | 1                | [ 16 ] |
| 22 aprile    | 28 aprile    | Una somma di piccole cose         | Niccolò Fabi                      | 1                     | 1                | [ 17 ] |
| 29 aprile    | 5 maggio     | Black Cat                         | Zucchero Fornaciari               | 1                     | 4                | [ 18 ] |
| 6 maggio     | 12 maggio    | Canzoni della cupa                | Vinicio Capossela                 | 1                     | 1                | [ 19 ] |
| 13 maggio    | 19 maggio    | Black Cat                         | Zucchero                          | 1                     | 4                | [ 20 ] |
| 20 maggio    | 26 maggio    | Dangerous Woman                   | Ariana Grande                     | 1                     | 1                | [ 21 ] |
| 27 maggio    | 2 giugno     | Big Boy                           | Sergio Sylvestre                  | 2                     | 2                | [ 22 ] |
| 3 giugno     | 9 giugno     | Big Boy                           | Sergio Sylvestre                  | 2                     | 2                | [ 23 ] |
| 10 giugno    | 16 giugno    | Folfiri o Folfox                  | Afterhours                        | 1                     | 1                | [ 24 ] |
| 17 giugno    | 23 giugno    | The Getaway                       | Red Hot Chili Peppers             | 1                     | 1                | [ 25 ] |
| 24 giugno    | 30 giugno    | Santeria                          | Marracash e Gué Pequeno           | 3                     | 3                | [ 26 ] |
| 1º luglio    | 7 luglio     | Santeria                          | Marracash e Gué Pequeno           | 3                     | 3                | [ 27 ] |
| 8 luglio     | 14 luglio    | Santeria                          | Marracash e Gué Pequeno           | 3                     | 3                | [ 28 ] |
| 15 luglio    | 21 luglio    | Eterno agosto                     | Álvaro Soler                      | 5                     | 5                | [ 29 ] |
| 22 luglio    | 28 luglio    | Eterno agosto                     | Álvaro Soler                      | 5                     | 5                | [ 30 ] |
| 29 luglio    | 4 agosto     | Eterno agosto                     | Álvaro Soler                      | 5                     | 5                | [ 31 ] |
| 5 agosto     | 11 agosto    | Eterno agosto                     | Álvaro Soler                      | 5                     | 5                | [ 32 ] |
| 12 agosto    | 18 agosto    | Eterno agosto                     | Álvaro Soler                      | 5                     | 5                | [ 33 ] |
| 19 agosto    | 25 agosto    | Black Cat                         | Zucchero                          | 1                     | 4                | [ 34 ] |
| 26 agosto    | 1 settembre  | Glory                             | Britney Spears                    | 1                     | 1                | [ 35 ] |
| 2 settembre  | 8 settembre  | Black Cat                         | Zucchero                          | 1                     | 4                | [ 36 ] |
| 9 settembre  | 15 settembre | Sfera Ebbasta                     | Sfera Ebbasta                     | 1                     | 1                | [ 37 ] |
| 16 settembre | 22 settembre | Pooh 50 - L'ultima notte insieme  | Pooh                              | 3                     | 3                | [ 38 ] |
| 23 settembre | 29 settembre | Pooh 50 - L'ultima notte insieme  | Pooh                              | 3                     | 3                | [ 39 ] |
| 30 settembre | 6 ottobre    | Pooh 50 - L'ultima notte insieme  | Pooh                              | 3                     | 3                | [ 40 ] |
| 7 ottobre    | 13 ottobre   | Revolution Radio                  | Green Day                         | 1                     | 1                | [ 41 ] |
| 14 ottobre   | 20 ottobre   | Terza stagione                    | Emis Killa                        | 1                     | 1                | [ 42 ] |
| 21 ottobre   | 27 ottobre   | 0+                                | Benji & Fede                      | 2                     | 2                | [ 43 ] |
| 28 ottobre   | 3 novembre   | 0+                                | Benji & Fede                      | 2                     | 2                | [ 44 ] |
| 4 novembre   | 10 novembre  | Laura Xmas                        | Laura Pausini                     | 1                     | 1                | [ 45 ] |
| 11 novembre  | 17 novembre  | VascoNonStop                      | Vasco Rossi                       | 1                     | 1                | [ 46 ] |
| 18 novembre  | 24 novembre  | Made in Italy                     | Luciano Ligabue                   | 1                     | 1                | [ 47 ] |
| 25 novembre  | 1º dicembre  | Marco Mengoni Live                | Marco Mengoni                     | 1                     | 1                | [ 48 ] |
| 2 dicembre   | 8 dicembre   | Il mestiere della vita            | Tiziano Ferro                     | 1                     | 2                | [ 49 ] |
| 9 dicembre   | 15 dicembre  | Le migliori                       | Mina & Adriano Celentano          | 5                     | 5                | [ 50 ] |
| 16 dicembre  | 22 dicembre  | Le migliori                       | Mina & Adriano Celentano          | 5                     | 5                | [ 51 ] |
| 23 dicembre  | 29 dicembre  | Le migliori                       | Mina & Adriano Celentano          | 5                     | 5                | [ 52 ] |

L'album che nel 2016 ha passato più tempo in vetta alla classifica di vendite è Eterno agosto di Álvaro Soler (5 settimane consecutive).